# Escuela de Circo Carampa
La Escuela de Circo Carampa es una institución española fundada en 1994 por la Asociación de Malabaristas de Madrid, considerada la escuela de circo más antigua de Madrid. En 2011 su labor fue reconocida con el Premio Nacional de Circo otorgado por el Ministerio de Cultura de España. Cuenta con un centro de documentación y una biblioteca especializada en artes circenses, la única en España.

## Trayectoria
La Escuela de Circo Carampa es un centro orientado a la investigación, práctica y perfeccionamiento de las artes circenses que fue fundada por la Asociación de Malabaristas de Madrid en 1994. Ubicada en la Casa de Campo de Madrid se la considera la escuela de circo más antigua de la ciudad. Su nombre nace de la unión de la palabra carpa y las siglas AM, de la Asociación de Malabaristas.
Desde su fundación, la Escuela de Circo Carampa ha formado a miles de personas en distintos aspectos teóricos y prácticos de las artes circenses, como historia del circo, dramaturgia, acrobacia, equilibrios, malabares, mástil, mástil chino y clown entre otros. Han sido alumnos de Carampa artistas destacados como la acróbata italiana Francesca Lissia o Miguel Muñoz Segura, que llegó a ser considerado el mejor mago e ilusionista del mundo, además de otros como Mar Reyes, Luigi e Isa Belui o YiFan.

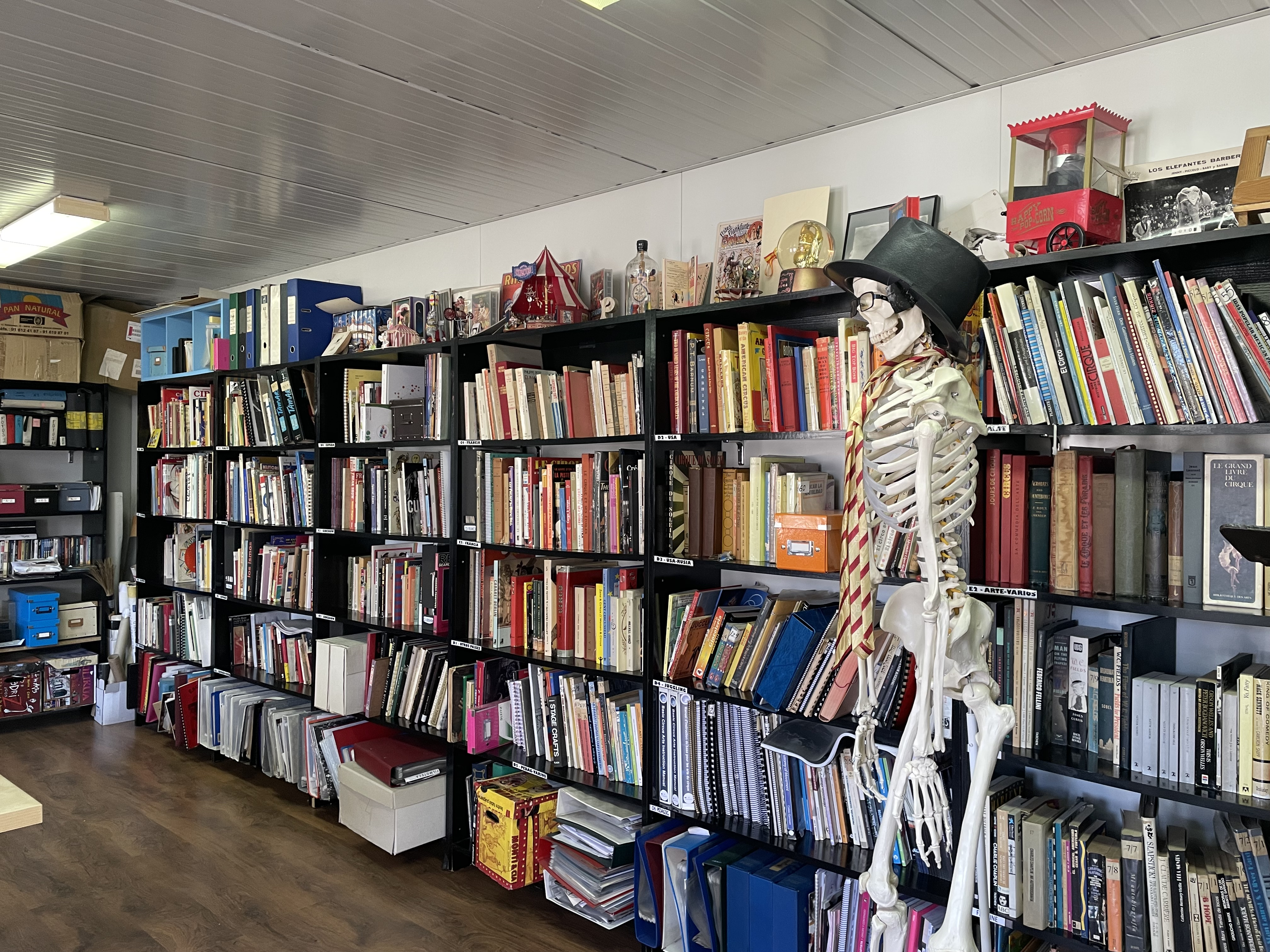
Biblioteca del Centro de Documentación de la Escuela de Circo Carampa en Madrid

Su director desde 1994 fue Donald B. Lehn, presidente de la Federación Europea de Escuelas de Circo Profesionales (FEDEC), y la dirección artística está a cargo de Javier Jiménez, ambos cofundadores de la Asociación de Malabaristas de Madrid. Entre sus colaboradores se encuentran figuras de las artes circenses como el actor y director teatral argentino Hernán Gené, la cirquera y trapecista Zenaida Alcalde o Vasily Protsenko de la Escuela de Circo de Moscú.
La Escuela de Circo Carampa formó parte de la creación del primer itinerario circense universitario en España, dentro del Grado de Artes Visuales y Danza, a través de un convenio con la Universidad Rey Juan Carlos (URJC). Ha desarrollado distintos proyectos con el Teatro Circo Price, como el proyecto CRECE (Creating Circus Exchange) con jóvenes recién egresados de escuelas de circo internacionales, cuya primera edición tuvo lugar en 2008, siendo una trilogía dirigida hasta 2011 por el coreógrafo australiano Rob Tannion, y en el que participaron posteriormente directores artísticos como Emilio Goyanes, Michelle Man, Roberto Oliván, Iris Muñoz, y Jorge Albuerne; así como, los programas educativos para niños y jóvenes con discapacidad.

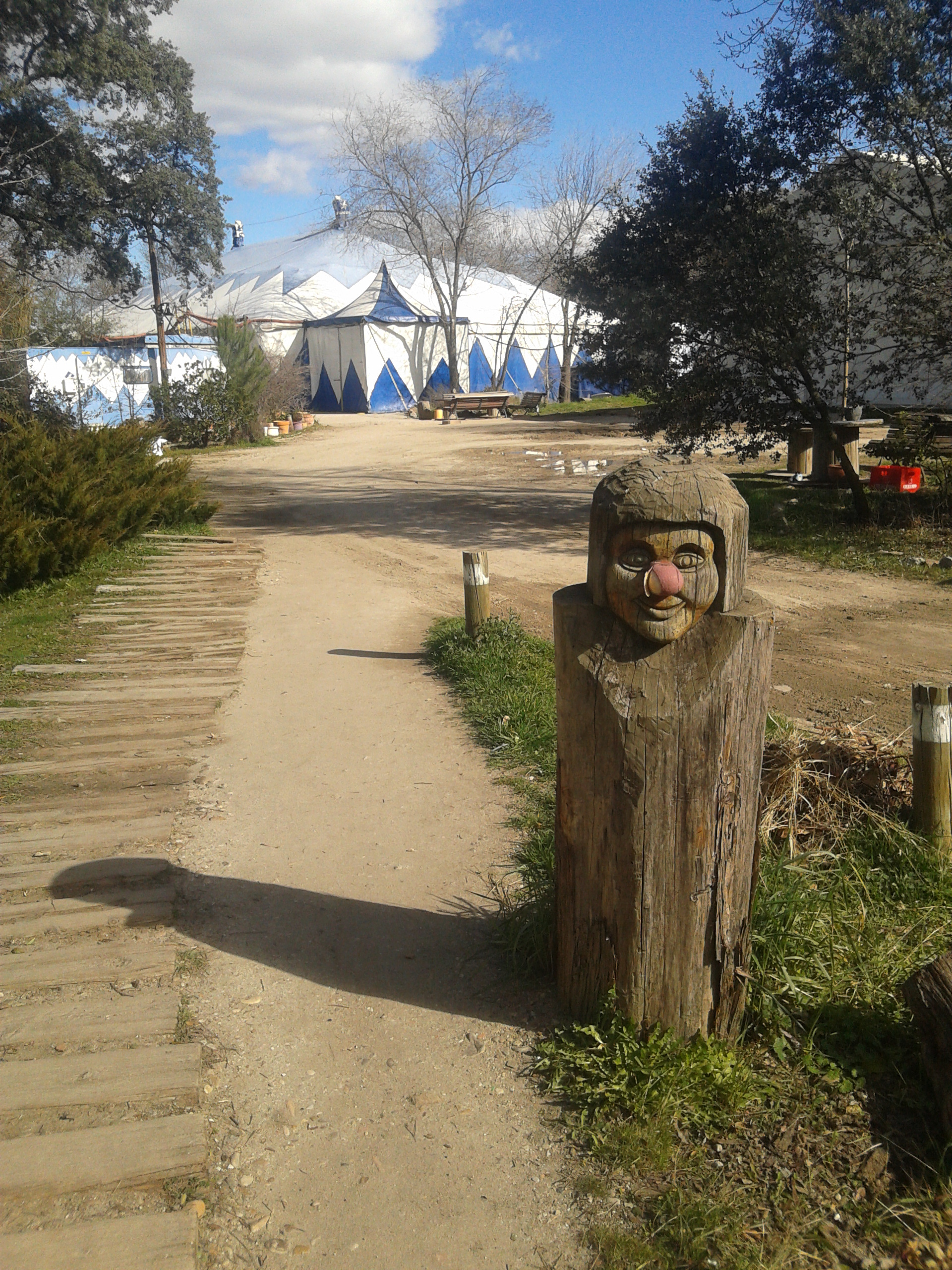
Entrada a la Escuela de Circo Carampa

El centro de documentación de la Escuela de Circo Carampa, cuyos fondos están conformados por unos 3 000 elementos, entre libros, revistas, publicaciones y material audiovisual, se inauguró en 2016 con las aportaciones recibidas de una acción de crowdfounding.
Fue en 2021 una de las sedes de CircoRed Market, encuentro estatal de profesionales de circo de España organizado por la Federación de Asociaciones de Circo de España (CircoRed).
La Escuela de Circo Carampa forma parte de la Federación Europea de Escuelas de Circo Profesionales (FEDEC) de la Federación Española de Formación Profesional en el Arte del Circo (FEDPAC), y de la Federación de Escuelas de Circo Socio Educativo Española (FEECSE).

## Reconocimientos
En 2011, la Asociación de Malabaristas de Madrid recibió el Premio Nacional de Circo por su proyecto de la Escuela de Circo Carampa en reconocimiento a su labor formativa de las distintas especialidades circenses y al impulso de la producción de proyectos de creación innovadores. Este galardón, de carácter anual, es concedido anualmente por el Ministerio de Cultura de España para reconocer la actividad, tanto en España como en el extranjero, de los profesionales españoles del circo, habiendo sido reconocidos también, entre otros, los Hermanos Álvarez, Mercedes Ochoa o Consuelo Reyes.